# Juhász Janka
Juhász Janka (Kiskunhalas, 2000. február 29. –) magyar úszó.

## Pályafutása
Versenyszerűen 2006-ban kezdett el úszni.
A 2013. évi nyári európai ifjúsági olimpiai fesztiválon a hollandiai Utrechtben 400 méteres gyorsúszásban az ötödik helyen végzett.
2015-ben a nyílt vízi úszók számára rendezett Európa-kupa-sorozat izraeli futamán, Eilatban, első nyílt vízi úszóversenyén az 5 km-es távon bronzérmet szerzett, majd a 10 km-esen a 10. helyen ért célba.
A 2015. évi Európa-játékokon Bakuban a női 1500 méteres gyorsúszásban ezüstérmet szerzett, 800 méteres gyorsúszásban a hatodik, 400 méteres gyorsúszásban összesítve a huszonnyolcadik, a vegyes 4 × 100 méteres gyorsváltó tagjaként (csapattársak: Lavotha Oszkár, Leitner Zsófia, Reményi Ármin) összesítésben a tizenkettedik helyen végzett.
A 2015-ös ifjúsági úszó-világbajnokságon Szingapúrban a 800 méteres gyorsúszásban 6., az 1500 méteres gyorsúszásban 8. helyen végzett.
2016-ban az ifjúsági úszó-Európa-bajnokságon Hódmezővásárhelyen a női 4 × 200 méteres gyorsváltó tagjaként (csapattársak: Gyurinovics Fanni, Barócsai Petra, Késely Ajna) aranyérmet nyert, 800 méteres gyorsúszásban a 14., 1500 méteres gyorsúszásban a 9. helyen végzett.
A hódmezővásárhelyi Európa-bajnokságot követően közel egy hét múlva az ifjúsági nyílt vízi úszó-világbajnokságon a hollandiai Hoornban a váltó tagjaként ezüstérmes lett (csapattársak: Tabi Zoltán, Kalmár Ákos, Kun-Szabó Fanni), a 16-17 évesek 7,5 km-es versenyében a 12. helyen végzett.
2016 szeptemberében a nyílt vízi úszók korosztályos Európa-bajnokságán az olaszországi Piombinóban aranyérmes lett a 16-17 évesek 7,5 km-es versenyében, a 14-16 évesek váltóversenyében pedig ezüstérmet szerzett (csapattagok: Kalmár Ákos, Fábián Milán, Rohács Réka).
2017 júniusában a franciaországi nyílt vízi bajnokságon, Gravelines-ben az 5 km-es távon a tizedik helyen ért célba, s így ebben a számban és a váltóversenyben is kvalifikálta magát a 2017-es budapesti úszó-világbajnokságra.
A 2017-es ifjúsági úszó-Európa-bajnokságon az izraeli Netánjában a női 4 × 200 méteres gyorsváltó tagjaként (csapattársak: Gyurinovics Fanni, Barócsai Petra, Késely Ajna) aranyérmes, a női 4 × 100 méteres gyorsváltó tagjaként (csapattársak: Gyurinovics Fanni, Kurdi Zsófia, Késely Ajna) 4. helyezett lett.
Tagja volt a 2017-es budapesti úszó-világbajnokság magyar csapatának: nyílt vízi úszásban 5 km-en a 27. helyen végzett, míg csapatban (csapattársak: Rasovszky Kristóf, Novoszáth Melinda, Gyurta Gergely) a 7. lett.
A 2025-ös Európa-bajnokságon 10 kilométeren és a kieséses sprintversenyben indult.
A 2025-ös úszó-világbajnokságon a 10 km-es távon 31. helyen végzett, a kieséses sprintversenyben pedig az első kör után kiesett.

## Magánélete
Két testvére közül nővére, Juhász Adél szintén úszó. A kiskunhalasi Bibó István Gimnázium tanulója volt.